# Venten

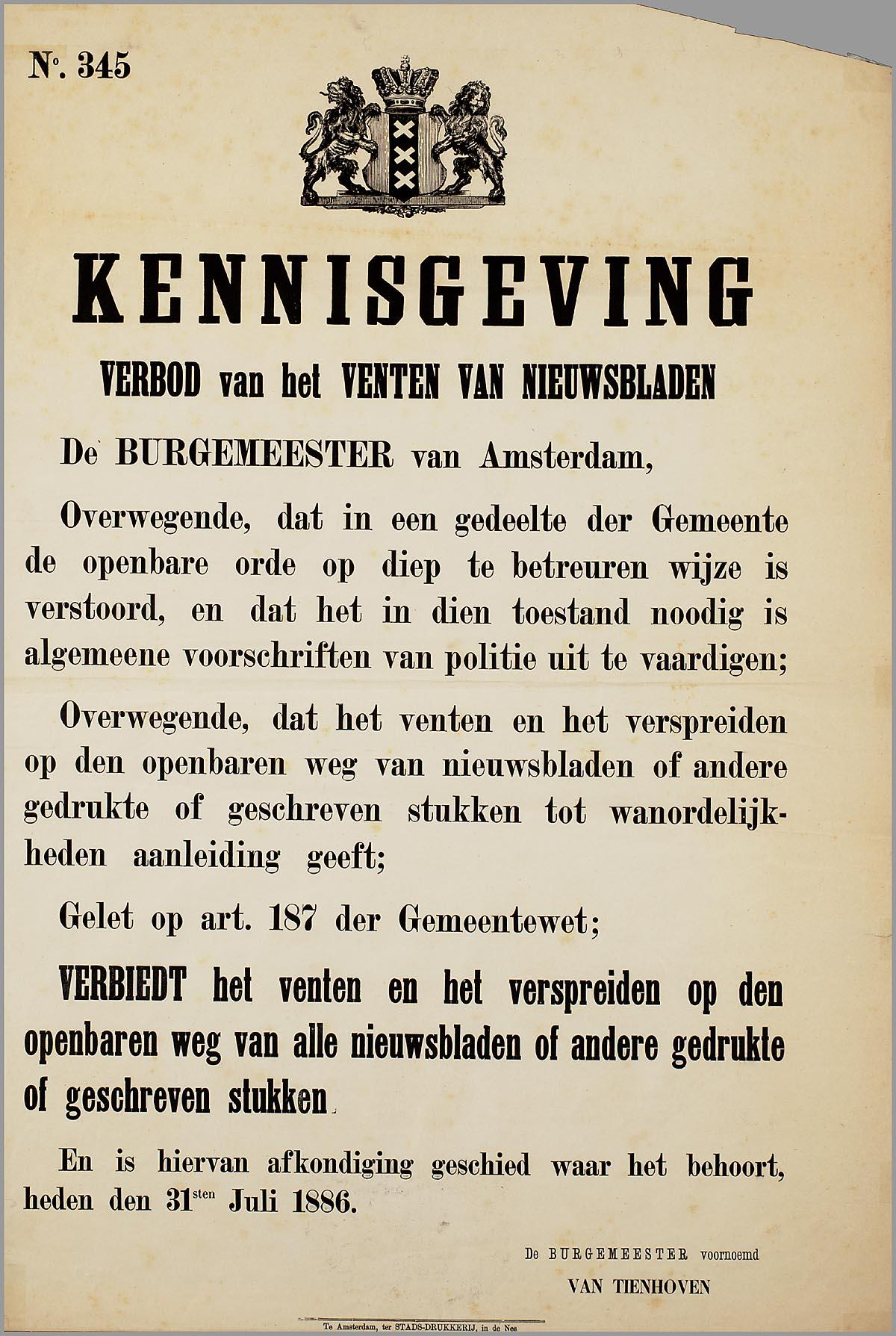
Kennisgeving verbod van venten van nieuwsbladen. Amsterdam, 1886.

Venten is het verkopen van goederen van huis tot huis of op straat, zonder vaste plaats. Degene die dat doet wordt venter genoemd. De "Algemene Plaatselijke Verordening" kan bepalen dat dit alleen mag met een ventvergunning. Uit de jurisprudentie volgt dat de venter zijn waren voortdurend moet aanbieden vanaf een andere plaats, anders is sprake van standplaatsinname. Verkoop vanuit een rijdende winkel wordt ook tot het venten gerekend, bijvoorbeeld met een ijscowagen, of een kleine rijdende supermarkt, zoals de voormalige SRV-wagen. Ook komt voor het op straat aanbieden van een krantenabonnement, of een energie- of telecomprovider. Er is dan soms geen fysieke standplaats, maar wel (vaak meerdere) verkopers in één druk stukje winkelstraat. Aanverwant is het op dezelfde wijze werven voor een goed doel. Als het initiatief voor de koop of donatie bij de verkoper ligt, dan is sprake van colportage.
Venten gebeurde vooral in de periode dat weinig reguliere koopwaar in gewone winkels te koop was, met name op het platteland. Hierbij valt te denken aan fournituren (knopen en linten) of kledingstof.
Het woord is afgeleid van Middelnederlands vente: verkoop, van het Franse vente en Latijns vendere.